# 陈廷琏 (成化进士)
陈廷琏（1444年—？），湖廣長沙府攸縣人，明朝政治人物。进士出身。

## 生平
湖廣鄉試第十八名。成化二年（1466年）登進士。曾官徐州知州，任內整修官署。南京兵部侍郎馬顯巡視地方，陳廷璉遭誣奏罷黜。成化二十三年（1487年）任福建延平府知府。任內复建谯楼，复寄阴阳学於其中。